# Oliver Buff
Oliver Buff (Baden, 3 augustus 1992) is een Zwitsers voetballer die doorgaans speelt als middenvelder. In juli 2024 tekende hij voor FC Oetwil-Geroldswil.

## Carrière
Buff speelde in de jeugdopleiding van FC Zürich en na het doorlopen daarvan werd hij in 2009 overgeheveld naar het belofteteam van de club. Daar speelde hij een korte periode, want al in 2010 kwam zijn debuut in het eerste elftal. Op 21 maart van dat jaar speelde hij namelijk mee in een met 2–0 gewonnen duel met Bellinzona. Buff begon in de basis en speelde de volle negentig minuten mee. Zijn eerste doelpunt voor de club maakte de middenvelder op 5 april 2010, tijdens een wedstrijd tegen Grasshoppers Zürich (3–2 winst). Zes minuten na rust tekende hij voor de 2–2, waarna Admir Mehmedi in de blessuretijd de winnende achter doelman Yann Sommer kopte. In het seizoen 2015/16 degradeerde Zürich naar de Challenge League. Het jaar erop wist de club direct weer de titel te winnen en daardoor te promoveren. Na de promotie maakte Buff de overstap naar Real Zaragoza, waar hij zijn handtekening zette onder een verbintenis voor de duur van twee seizoenen. In januari 2019 maakte de Zwitser voor circa honderdvijfentwintigduizend euro de overstap naar Anorthosis Famagusta, waar hij voor anderhalf jaar tekende. Van dit contract zat hij een half jaar uit, waarna speler en club uit elkaar gingen. Grasshoppers haalde hem een paar maanden later terug naar Zwitserland. Een jaar later verkaste Buff naar Selangor. Deze club verliet hij in februari 2022 voor Žalgiris. Van januari tot juli 2024 zat Buff zonder club, waarna hij voor FC Oetwil-Geroldswil ging spelen.

## Clubstatistieken
| Seizoen | Club                 | Competitie       | Competitie | Competitie | Beker | Beker | Internationaal | Internationaal | Totaal | Totaal |
| Seizoen | Club                 | Competitie       | Wed.       | Dlp.       | Wed.  | Dlp.  | Wed.           | Dlp.           | Wed.   | Dlp.   |
| ------- | -------------------- | ---------------- | ---------- | ---------- | ----- | ----- | -------------- | -------------- | ------ | ------ |
| 2009/10 | FC Zürich            | Super League     | 6          | 1          | 0     | 0     | —              | —              | 6      | 1      |
| 2010/11 | FC Zürich            | Super League     | 10         | 0          | 2     | 0     | —              | —              | 12     | 0      |
| 2011/12 | FC Zürich            | Super League     | 25         | 3          | 1     | 0     | 5              | 1              | 31     | 4      |
| 2012/13 | FC Zürich            | Super League     | 24         | 1          | 2     | 0     | —              | —              | 26     | 1      |
| 2013/14 | FC Zürich            | Super League     | 22         | 0          | 4     | 0     | 2              | 0              | 28     | 0      |
| 2014/15 | FC Zürich            | Super League     | 30         | 0          | 3     | 0     | 7              | 1              | 40     | 1      |
| 2015/16 | FC Zürich            | Super League     | 31         | 8          | 4     | 2     | 2              | 0              | 37     | 10     |
| 2016/17 | FC Zürich            | Challenge League | 25         | 8          | 3     | 2     | 3              | 0              | 31     | 11     |
| 2017/18 | Real Zaragoza        | Segunda División | 28         | 2          | 3     | 0     | —              | —              | 31     | 2      |
| 2018/19 | Real Zaragoza        | Segunda División | 8          | 0          | 2     | 0     | —              | —              | 10     | 0      |
| 2018/19 | Anorthosis Famagusta | A Divizion       | 8          | 1          | 0     | 0     | —              | —              | 8      | 1      |
| 2019/20 | Grasshoppers         | Challenge League | 18         | 3          | 0     | 0     | —              | —              | 18     | 3      |
| 2021    | Selangor             | Super League     | 19         | 6          | 0     | 0     | —              | —              | 19     | 6      |
| 2022    | Žalgiris             | A lyga           | 26         | 1          | 4     | 2     | 14             | 2              | 44     | 5      |
| 2023    | Žalgiris             | A lyga           | 11         | 0          | 0     | 0     | 5              | 0              | 16     | 0      |
| Totaal  | Totaal               | Totaal           | 291        | 34         | 29    | 6     | 38             | 4              | 357    | 44     |

Bijgewerkt op 24 juli 2024.

## Interlandcarrière
Buff nam met het Zwitsers olympisch voetbalelftal onder leiding van bondscoach Pierluigi Tami deel aan de Olympische Spelen van 2012 in Londen. Daar werd de ploeg in de voorronde uitgeschakeld na een gelijkspel tegen Gabon (1–1) en nederlagen tegen Zuid-Korea (1–2) en Mexico (0–1).

## Erelijst
| Lietuvos futbolo supertaurė | 1 | 2023 |